# Старые Котлицы
Старые Котлицы — деревня в Муромском районе Владимирской области России, входит в состав Ковардицкого сельского поселения.

## География
Деревня расположена в 12 км на север от центра поселения села Ковардицы и в 25 км на северо-запад от райцентра города Муром.

## История

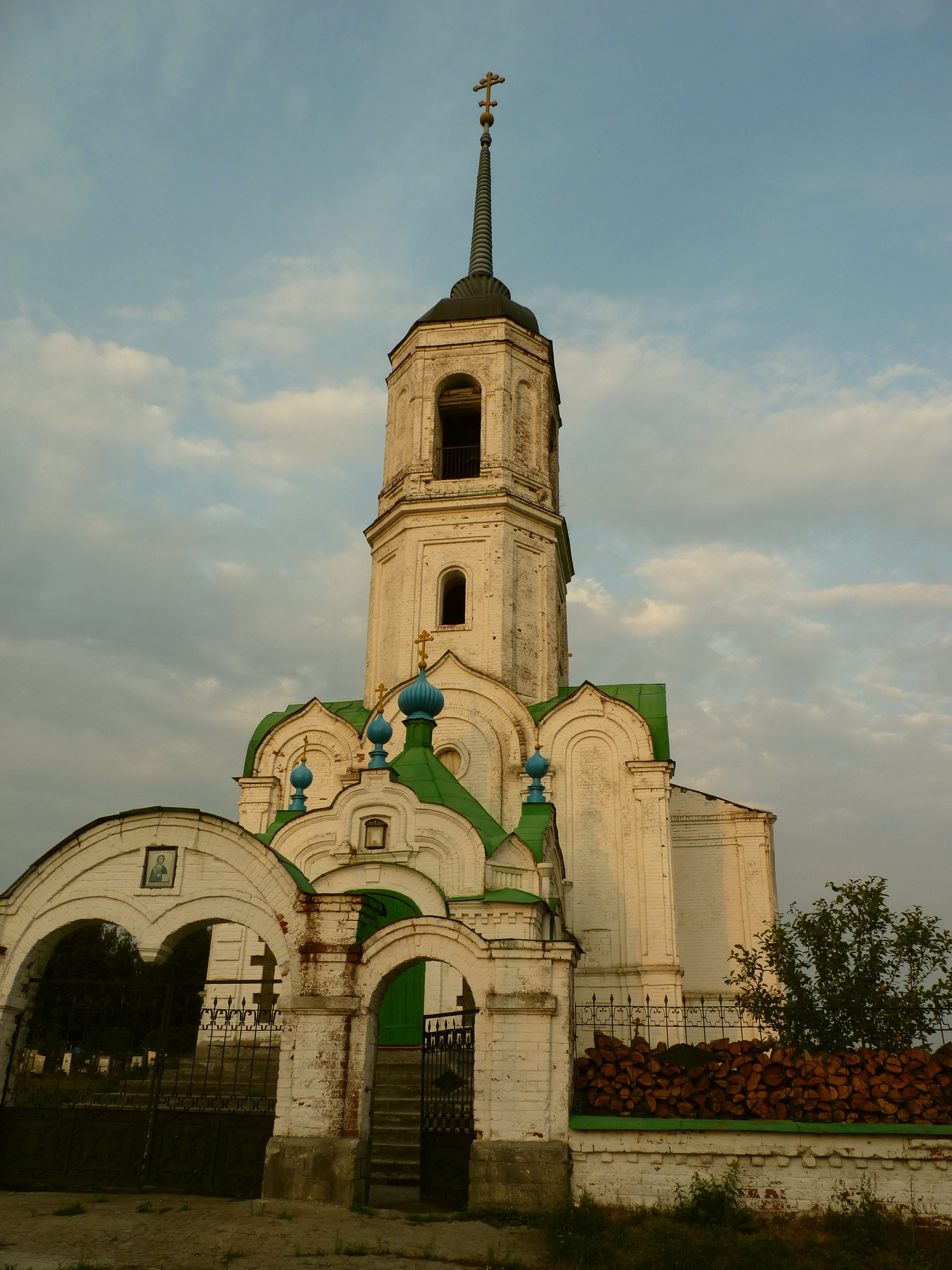
Церковь Николая Чудотворца. 2010 год

В писцовых книгах 1629—1630 годов на погосте Старые Котлицы значится деревянная церковь во имя святого и чудотворного Николая с приделом в честь Покрова пресвятой Богородицы и церковь во имя Архангела Михаила… Приход села значится в окладных книгах 1676 года: с церковью Николая чудотворца, двор попа Стефана, дворы попов Бориса и Каллистрата, двор дьячков… Из надписи на старинном колоколе можно видеть, что в Старых Котлицах в 1690 году была церковь Пресвятой Богородицы Казанской и чудотворца Николая. Эта церковь, по свидетельству местной церковной летописи, в конце XVIII столетия переделана заново. Вновь устроенная деревянная церковь существовала в погосте до 1867 года. В этом же году устроена трапеза каменного храма и каменная колокольня; главный же храм окончательно устроен и освящен в 1879 году. На колокольне сохраняется старинный колокол с надписью 1690 года: «приложил сей колокол … в погост Старых Котлиц к церкви Пресвятой Богородицы Казанской и Чудотворца Николая… стольник Семен Матвеевич Коровков…». Престолов в новом храме три: главный — во имя святого Николая чудотворца, в трапезе теплой — в честь Казанской иконы Божией Матери и Архистратига Михаила. Приход состоит из Старых Котлиц и 11 деревень, в коих по клировым ведомостям числится 728 дворов, 2383 души мужского пола и 2426 женского. При церкви имелась церковно-приходская школа.
В конце XIX — начале XX века село входило в состав Новокотлицкой волости Муромского уезда.
С 1929 года село входило в состав Ново-Котлицкого сельсовета в составе Муромского района, позднее, вплоть до 2005 года, — в составе Савковского сельсовета.

## Население
| 1859 | 1905 | 1926 | 2002 | 2010 | 2012 | 2021 |
| ---- | ---- | ---- | ---- | ---- | ---- | ---- |
| 179  | ↗276 | ↗406 | ↘44  | ↘34  | ↗52  | ↘40  |

## Достопримечательности
В деревне находится действующая Церковь Николая Чудотворца (1867—1879).